# 21721 Feiniqu
A 21721 Feiniqu (ideiglenes jelöléssel 1999 RY119) a Naprendszer kisbolygóövében található aszteroida. A LINEAR projekt keretében fedezték fel 1999. szeptember 9-én.